# 斯塔爾峰
斯塔爾峰（英語：Stahl Peak）是南極洲的山峰，位於奧次地，處於薩布羅峰以東3.7公里，屬於不列顛嶺中拉文斯山脈的一部分，海拔高度超過1,800米，現時由南極條約體系管理。